# Symcha Wajs

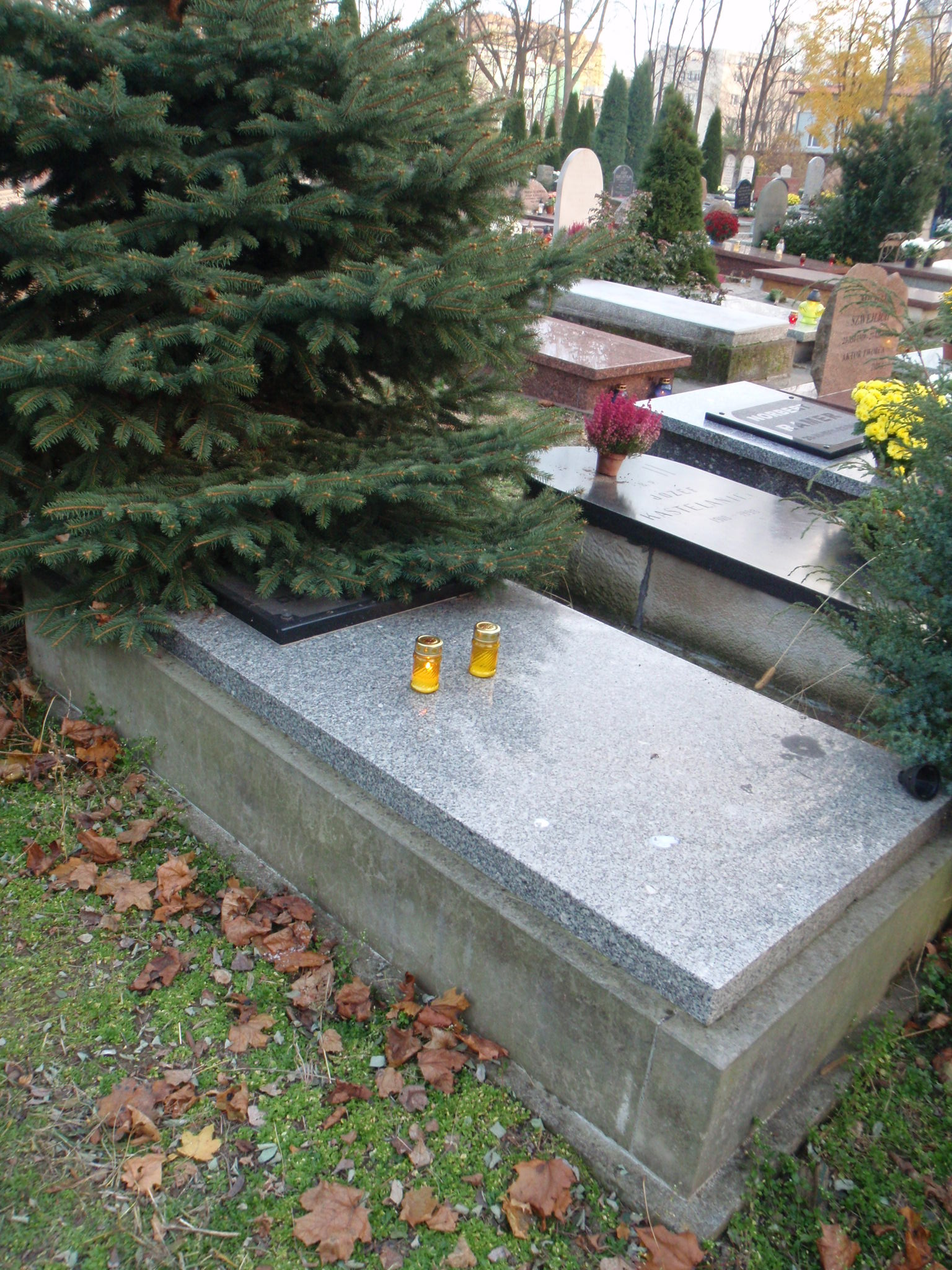
Grób Symchy Wajsa

Symcha Binem Wajs (ur. 24 kwietnia 1911 w Piaskach, zm. 9 września 1999 w Warszawie) – polski stomatolog oraz działacz społeczności żydowskiej w Lublinie i Warszawie.
Z jego inicjatywy w 1962 powstał Komitet Budowy Pomnika Ku Czci Żydów Lubelskich, a w 1987 Izba Pamięci Żydów Lubelskich w synagodze Chewra Nosim przy ulicy Lubartowskiej 10. Jego imię nosi Fundacja Shalom Chachmej Lublin. 
Zmarł w Warszawie. Jest pochowany na cmentarzu żydowskim przy ulicy Okopowej.

## Publikacje
Symcha Wajs wydał kilka publikacji naukowych z dziedziny stomatologii:
- 1995: Ustawianie zębów sztucznych w protezach całkowitych
- 1994: Wybrane Wydarzenia z historii dentystyki
- 1984: Ustawianie zębów sztucznych w protezach ruchomych w ramach leczenia protetycznego
- 1979: Materiały i metody wyciskowe do wykonywania protez całkowitych (II wyd. 1987)

Był także autorem lub współautorem kilku prac o żydowskiej społeczności Lublina, z których najważniejszą jest napisana wraz z żoną Karoliną książka Fakty i wydarzenia z życia lubelskich Żydów, wydana w 1997.